# Jełgawa (novads)
Jełgawa (łot.: Jelgavas novads) – jeden z łotewskich novadsów, funkcjonujący od 2021.
W skład novadsu wchodzą: 
- pagastsy: Ceni, Eleja, Glūda, Jaunsvirlauka, Kalnciems, Lielplatone, Līvbērze, Ozolnieki, Platone, Salgale, Sesava, Svēte, Valgunde, Vilce, Vircava, Zaļenieki

Stolicą novadsu zostało miasto Jełgawa, które nie wchodzi w skład novadsu.

## Historia
Novads powstało podczas reformy administracyjnej w 2021, z połączenia dotychczasowych novadsów: Jełgawa i Ozolnieki.